# Курбатиха (Московская область)
Курба́тиха — деревня в муниципальном округе Егорьевск Московской области России.

## География
Деревня Курбатиха расположена в северной части муниципального округа Егорьевск, примерно в 6 километрах к северо-востоку от города Егорьевск. Рядом с деревней протекает река Шувойка. Высота над уровнем моря 136 метров.

## Название
В письменных источниках деревня упоминается как Осташево, Ивакинская (XVI век), Ивакинская, Курбатиха тож (1764 год). С конца XVIII века за деревней закрепилось название Курбатиха.
Названия Осташево и Ивакинская происходят от календарных личных имён Евстафий и Иван. Современное наименование связано с некалендарным личным именем Курбат.

## История
До отмены крепостного права жители деревни относились к разряду государственных крестьян.
После 1861 года деревня вошла в состав Нечаевской волости Егорьевского уезда. Приход находился в селе Рыжеве.
В 1926 году деревня входила в Рыжевский сельсовет Егорьевской волости Егорьевского уезда.
До 1994 года Курбатиха входила в состав Шувойского сельсовета Егорьевского района, а в 1994—2006 гг. — Шувойского сельского округа.
Входила в состав городского поселения Егорьевск.

## Демография
В 1885 году в деревне проживало 243 человека, в 1905 году — 295 человек (152 мужчины, 143 женщины), в 1926 году — 232 человека (90 мужчин, 142 женщины). По переписи 2002 года — 47 человек (18 мужчин, 29 женщин). Население — 33 человек (2010).
| 1859 | 1868 | 1885 | 1905 | 1926 | 2002 | 2006 |
| ---- | ---- | ---- | ---- | ---- | ---- | ---- |
| 175  | ↗191 | ↗243 | ↗295 | ↘232 | ↘47  | ↗55  |
| 2010 |      |      |      |      |      |      |
| ↘33  |      |      |      |      |      |      |